# 29 Cancri
29 Cancri, som är stjärnans Flamsteed-beteckning, är en ensam stjärna, belägen i den södra delen av stjärnbilden Kräftan. Den har en skenbar magnitud av ca 5,94 och är mycket svagt synlig för blotta ögat där ljusföroreningar ej förekommer. Baserat på parallax enligt Gaia Data Release 2 på ca 8,8 mas, beräknas den befinna sig på ett avstånd på ca 370 ljusår (ca 114 parsek) från solen. Den rör sig bort från solen med en heliocentrisk radialhastighet på ca 2 km/s. Stjärnans position nära ekliptikan innebär att den är föremål för ockultationer med månen.

## Egenskaper
29 Cancri är en blå till vit stjärna i huvudserien av spektralklass A5 V. Den har en massa som är ca 2,5 solmassor, en radie som är ca 1,9 solradier och utsänder från dess fotosfär ca 45 gånger mera energi än solen vid en effektiv temperatur av ca 7 700 K.